# Pietro Cotti
Pietro Cotti (Grazzano Monferrato, 15 giugno 1826 – Roma, 18 gennaio 1912) è stato un magistrato, avvocato e politico italiano.

## Biografia
In magistratura dal 1853 è stato giudice ai tribunali di Voghera, Pallanza e Varallo, sostituto procuratore a Varallo e Bologna, caposezione, ispettore generale alle cancellerie giudiziarie e capo della direzione generale del fondo per il culto al ministero di giustizia. Dal 1875 al 1882 è consigliere della corte d'appello di Venezia per poi passare alla Corte dei conti, dove è stato presidente di sezione. 	Consigliere comunale di Grazzano per dieci anni, nominato senatore a vita nel 1898. 